# Дженоа (місто, Вісконсин)
Дженоа (англ. Genoa) — місто (англ. town) в США, в окрузі Вернон штату Вісконсин. Населення — 753 особи (2020).

## Демографія
Згідно з переписом 2010 року, у місті мешкало 789 осіб у 307 домогосподарствах у складі 223 родин. Було 401 помешкання
Расовий склад населення:
| - 98,6 % — білих - 0,5 % — азіатів - 0,1 % — корінних американців - 0,1 % — чорних або афроамериканців |

До двох чи більше рас належало 0,5 %. Частка іспаномовних становила 1,3 % від усіх жителів.
За віковим діапазоном населення розподілялося таким чином: 26,0 % — особи молодші 18 років, 57,1 % — особи у віці 18—64 років, 16,9 % — особи у віці 65 років та старші. Медіана віку мешканця становила 44,3 року. На 100 осіб жіночої статі у місті припадало 109,8 чоловіків;  на 100 жінок у віці від 18 років та старших — 108,6 чоловіків також старших 18 років.
Середній дохід на одне домашнє господарство  становив 73 408 доларів США (медіана — 52 500), а середній дохід на одну сім'ю — 84 098 доларів (медіана — 63 750). Медіана доходів становила 57 321 долар для чоловіків та 40 781 долар для жінок. За межею бідності перебувало 25,6 % осіб, у тому числі 49,7 % дітей у віці до 18 років та 9,3 % осіб у віці 65 років та старших.
Цивільне працевлаштоване населення становило 307 осіб. Основні галузі зайнятості: освіта, охорона здоров'я та соціальна допомога — 29,0 %, виробництво — 14,3 %, роздрібна торгівля — 13,7 %.